# Nemunas
Il Nemunas (in tedesco: Memel; in bielorusso: Нёман, Njoman; in polacco: Niemen; in yiddish: נעמאן, Neman, o מעמל, Meml; in russo Неман?, Neman) è un fiume lungo 937 km che attraversa la Bielorussia, la Lituania e la Russia.
La sua lunghezza complessiva è di 937 km, che ne fa (in termini di lunghezza) il quarto fiume più lungo del bacino del mar Baltico.
Scorre per 459 km in Bielorussia e per 359 km in Lituania; 116 km del suo percorso rappresentano il confine tra la Lituania e l'exclave russa dell'oblast' di Kaliningrad.
La profondità massima è pari a 5 m e il punto più largo è pari a circa 500 m, la sua velocità va dagli 1 ai 2 m/s. Ha circa 105 tributari maggiori, i principali sono il Neris (lungo 510 km), il Čara (325 km) e lo Šešupė (298 km).

## Percorso
Il fiume nasce sulle colline bielorusse situate a sud-ovest di Minsk. Scorre inizialmente in direzione ovest verso la città di Hrodna, in seguito devia verso nord-ovest in direzione della Lituania, attraversa la dorsale collinare baltica e attraversa la città di Kaunas situata alla confluenza con il fiume Neris. Poco prima di Kaunas una diga forma con le acque del Nemunas il cosiddetto mare di Kaunas. Più avanti nel suo percorso forma il confine tra la Lituania e l'exclave di Kaliningrad per terminare formando un grosso delta costituito da due rami principali, il Matrosovka (in lituano Gilgė o Gilija, in tedesco Gilge) e il Rusnė, che sfociano nella laguna dei Curi, tributaria del mar Baltico. Il canale Polesski lo collega al fiume Pregel che scorre più a meridione.

## Storia
Durante il periodo Napoleonico, la battaglia di Friedland e la successiva pace di Tilsit segnarono la fine della guerra della quarta coalizione e sancirono la divisione dell'Europa orientale in due sfere di influenza tra le due potenze firmatarie. Il 7 luglio 1807 fu allestito un pontone galleggiante sul fiume per la firma della Pace di Tilsit tra Napoleone Bonaparte e lo zar Alessandro I di Russia.
Il trattato prevedeva tra l'altro la creazione del Ducato di Varsavia, il cui confine con la Russia seguiva il corso del fiume. Il 24 giugno 1812 la Grande Armata diede inizio alla campagna di Russia attraversando il Nemunas.
Fino al 1946 il fiume segnava la frontiera tra Germania (Prussia Orientale), Lituania e Bielorussia. 
Il fiume è citato anche nella prima strofa dell'inno tedesco (Das Lied der Deutschen).
In russo e in altre lingue slave nemzo è sinonimo di straniero ma anche di tedesco; in rumeno la parola nemțo significa "tedesco".

## Città principali
Le principali città situate sul corso del fiume sono:
- Hrodna (Bielorussia)
- Kaunas (Lituania)
- Sovetsk (Russia), fino al 1945 Tilsit (Prussia Orientale, Germania)
- Klaipėda, fino al 1945 Memel o Memelburg (Prussia Orientale, Germania)